# Bát Bất Sa
Bát Bất Sa (tiếng Mông Cổ: Бабуша, tiếng Trung: 八不沙; ? - 1330), kế thất nhưng là Hoàng hậu đầu tiên của Nguyên Minh Tông Hòa Thế Lạt, Hoàng đế thứ 9 của nhà Nguyên, vốn là một phần chia cắt của Đế quốc Mông Cổ.
Bà là sinh mẫu của Nguyên Ninh Tông Ý Lân Chất Ban và kế mẫu của Nguyên Huệ Tông Thỏa Hoan Thiết Mộc Nhĩ, hai vị Hoàng đế cuối cùng của triều Nguyên. Năm 1330 bà bị Bốc Đáp Thất Lý, Hoàng hậu của Nguyên Văn Tông Đồ Thiếp Mục Nhi xử tử vì lý do chính trị.

## Tiểu sử
Bát Bất Sa thuộc tộc Nãi Mã Chân thị (乃馬真氏). Thân phụ không rõ; thân mẫu là Thọ Ninh Công chúa (壽寧公主), con gái Cam Ma Lạt (sau truy phong Nguyên Hiển Tông), chị em của Nguyên Thái Định Đế. Theo Tân Nguyên sử, bà và Tát Đáp Bát Lạt, Hoàng hậu của Nguyên Thái Định Đế là chị em ruột.
Xét vai vế gia tộc, bà là cháu gọi Nguyên Nhân Tông, Nguyên Vũ Tông, Nguyên Thái Định Đế bằng cậu; là chị em họ của các vị Hoàng đế Nguyên Anh Tông, Nguyên Thiên Thuận Đế, Nguyên Minh Tông, Nguyên Văn Tông và các vị Hoàng hậu Tốc Ca Bát Lạt, Diệc Liên Chân Bát Lạt, Bốc Đáp Thất Lý. Nhìn chung, xuất thân của bà khá hiển hách vì có quan hệ họ hàng với nhiều thành viên hoàng tộc.
Không rõ năm bà gả cho Hòa Thế Lạt. Trước bà, Hòa Thế Lạt đã lấy Mại Lai Địch thuộc tộc Hãn Lộc Lỗ thị, sinh Trưởng tử Thỏa Hoan Thiết Mộc Nhĩ (sau là Nguyên Huệ Tông). Năm Chí Trị nguyên niên (1320), Mại Lai Địch mất, Bát Bất Sa trở thành Kế thê. Năm Thái Định thứ 3 (1326), bà sinh Ý Lân Chất Ban (sau là Nguyên Ninh Tông).
Năm 1329, Nguyên Thiên Thuận Đế thua trận và bị cướp ngôi bởi Đồ Thiếp Mục Nhi, em trai Hòa Thế Lạt. Đồ Thiếp Mục Nhi lên ngôi, tức Nguyên Văn Tông. Thế nhưng Hòa Thế Lạt được ủng hộ bởi các Thân vương và tướng lĩnh Mông Cổ cũng như Hãn quốc Sát Hợp Đài. Trước tình thế đó, Nguyên Văn Tông đành phải nhường ngôi cho Hòa Thế Lạt, tức Nguyên Minh Tông. Bát Bất Sa được sách lập [Trung cung Hoàng hậu] và nhận sách bảo.
Tháng 8 cùng năm, Minh Tông đột ngột băng hà sau khi dùng tiệc với Văn Tông, rất có thể Văn Tông và Yên Thiếp Mộc Nhi âm mưu hạ độc. Văn Tông phục vị, lập Bốc Đáp Thất Lý làm Trung cung Hoàng hậu. Bát Bất Sa là hoàng tẩu nên vẫn giữ danh xưng Hoàng hậu, nhưng vô cùng thất thế và bị Bốc Đáp Thất Lý chèn ép.

## Cái chết
Năm Thiên Lịch thứ 3 (1330), Bốc Đáp Thất Lý sinh A Lạt Thắc Nạp Đáp Lạt, được Văn Tông phong Hoàng thái tử. Tuy vậy, Bốc Đáp Thất Lý vẫn dè chừng gia đình Minh Tông, sai Thái giám giết Bát Bát Sa Hoàng hậu, đày Thỏa Hoan Thiết Mộc Nhi đến Cao Ly để bảo toàn ngôi vị Thái tử.
Tháng sau Thái tử chết yểu, con trai khác của Bốc Đáp Thất Lý cũng mất sớm. Đế-Hậu dần ân hận về tội lỗi năm xưa, nghĩ đến việc truyền ngôi cho hậu duệ của Minh Tông. Năm Chí Thuận thứ 3 (1332), Văn Tông băng hà. Ý Lân Chất Ban kế vị năm 6 tuổi, tức Nguyên Ninh Tông, do Thỏa Hoan Thiết Mục Nhĩ đang ở xa kinh thành.
2 tháng sau, Ninh Tông qua đời. Bốc Đáp Thất Lý tiếp tục di nguyện của Văn Tông, lập Thỏa Hoan Thiết Mục Nhĩ làm Tân đế, tức Nguyên Huệ Tông. Năm Chí Nguyên thứ 5 (1340), Huệ Tông trả thù cho cha và mẹ kế, ban chết cho Bốc Đáp Thất Lý.

## Gia tộc
- Ông ngoại: Cam Ma Lạt, cháu nội Nguyên Thế Tổ Hốt Tất Liệt, truy phong Nguyên Hiển Tông.
- Thân mẫu: Thọ Ninh Công chúa (壽寧公主).
- Cậu ruột:

1. Nguyên Thái Định Đế Dã Tôn Thiết Mộc Nhi, anh em của Thọ Ninh Công chúa:
  - Nguyên Thiên Thuận Đế A Tốc Cát Bát.

- Cậu / dì họ:

1. Nguyên Vũ Tông Hải Sơn, anh em họ của Thọ Ninh Công chúa:
  - Nguyên Minh Tông Hòa Thế Lạt;
  - Nguyên Văn Tông Đồ Thiếp Mục Nhĩ.
2. Nguyên Nhân Tông Ái Dục Lê Bạt Lực Bát Đạt, anh em họ của Thọ Ninh Công chúa:
  - Nguyên Anh Tông Thạc Đức Bát Lạt.
3. Xương Quốc Công chúa Ích Lý Hải Nha (益里海雅), chị em họ của Thọ Ninh Công chúa:
  - Tốc Ca Bát Lạt, Hoàng hậu của Nguyên Anh Tông;
  - Diệc Liên Chân Bát Lạt, Hoàng hậu của Nguyên Thái Định Đế.
4. Lỗ quốc Công chúa Tang Ca Lạt Cát, chị em họ của Thọ Ninh Công chúa:
  - Bốc Đáp Thất Lý, Hoàng hậu của Nguyên Văn Tông;

- Chị em ruột:

1. Tát Đáp Bát Lạt, Hoàng hậu của Nguyên Thái Định Đế.

- Phối ngẫu: Nguyên Minh Tông Hòa Thế Lạt.
- Hậu duệ:

1. Nguyên Ninh Tông Ý Lân Chất Ban, con trai Nguyên Minh Tông.

- Cháu họ / con chồng:

1. Nguyên Huệ Tông Thỏa Hoan Thiếp Mục Nhĩ, con trai Nguyên Minh Tông.